# Materia (Prisma)
Materia (Prisma) è l'ottavo album in studio del cantautore italiano Marco Mengoni, pubblicato il 26 maggio 2023 dalla Sony Music.

## Descrizione
Il disco rappresenta il terzo e ultimo capitolo della trilogia discografica presentata dal cantante nel 2021 con l'album Materia (Terra) e seguito nel 2022 da Materia (Pelle). Il progetto vede l'unificazione dei precedenti capitoli con nuovo materiale discografico, consistente in undici tracce, scritte e prodotte dallo stesso cantante insieme a numerosi autori e produttori, tra cui Calcutta, Davide Simonetta, Franco126, Daniele Magro e Tropico. Il progetto vede la presenza di tre collaborazioni con Elodie, Ernia e Jeson. In un'intervista rilasciata a TV Sorrisi e Canzoni in occasione dell'uscita dell'album, Mengoni ha raccontato il significato del progetto:
(Marco Mengoni)
Mengoni ha inoltre raccontato il significato del termine Prisma nella trilogia:
(Marco Mengoni)
Tra le tracce sono presenti il brano Due vite, vincitore del 73º Festival di Sanremo e in gara all'Eurovision Song Contest 2023, in cui si è classificato al quarto posto e ha vinto il Marcel Bezençon Award alla composizione musicale, e il brano Caro amore lontanissimo, colonna sonora del film Il colibrì diretto da Francesca Archibugi, vincitore del Nastro d'argento alla migliore canzone originale e candidato ai David di Donatello per la migliore canzone originale.

## Accoglienza
| Recensione | Giudizio |
| ---------- | -------- |
| Newsic     | 7,25/10  |
| Rockol     | 7/10     |

Andrea Conti de Il Fatto Quotidiano definisce il progetto «politico, pieno di rabbia ma anche di speranza per il futuro» in cui Mengoni risulta «più diretto» poiché «espone il proprio pensiero senza fronzoli e mettendosi a nudo coi sentimenti». Silvia Gianatti di Vanity Fair Italia descrive musicalmente l'album con ispirazioni che vanno «dal soul all’elettronica» attraverso undici tracce in cui riesce «a mostrare anche una ritrovata leggerezza, frutto di una crescita e consapevolezza acquisita in questi anni di carriera» e ad attirare «l’attenzione sui temi per lui importanti da sempre, la battaglia per i diritti, l’inclusione, l’amore».
Gabriele Fazio dell'Agenzia Giornalistica Italia ritiene che l'album, rispetto ai due precedenti capitoli di cui riconosce in Materia (Terra) il migliore, «vive più della necessità di dire qualcosa, di lanciare dei messaggi» in cui Mengoni produce un «pop raffinato, molto contemporaneo; [...] impregnato di parole significative e accoglienti». Luca Trambusti di Rockol ritiene che questo album risulti essere «il più convincente e il meglio riuscito» della trilogia, grazie ad una «propensione alla black music che fonde gli elementi in perfetto equilibrio e con un armonico bilanciamento». Sebbene il giornalista noti una «forte produzione», nel progetto "si esalta più la parte autorale e soprattutto testuale", descrivendo i testi «intelligenti, non banali».

## Tracce
1. Due vite – 3:45 (Marco Mengoni, Davide Petrella, d.whale, E.D.D.)
2. Fiori d'orgoglio (feat. Ernia) – 3:16 (Marco Mengoni, R. Esposito, E.D.D., Marz & Zef)
3. Pazza musica (con Elodie) – 3:14 (Zef, d.whale, Davide Petrella, Paolo Antonacci, E.D.D.)
4. Incenso – 3:17 (DARRN, Estremo, Fugazza, Leonardo Zaccaria, Pierfrancesco Pasini, Vincenzo Colella, d.whale, E.D.D.)
5. Un'altra storia – 3:21 (Davide Petrella, Federico Bertollini, Francesco "Katoo" Catitti, E.D.D.)
6. Appunto 5: Non sono questo – 2:23 (Daniele Magro, E.D.D., Eshla, Fugazza)
7. In tempo – 2:41 (Marco Mengoni, Fabio Ilacqua, Crookers, FLIM)
8. The Damned of the Earth – 3:13 (Marco Mengoni, Fabio Ilacqua, Crookers, FLIM)
9. Lasciami indietro (feat. Jeson) – 3:46 (Marco Mengoni, Roy Azelo, Clap! Clap!, Daniele Fossatelli, Massimo Colagiovanni, E.D.D., MDM)
10. Due nuvole (feat. Ariete) – 3:00 (Calcutta, Marco Venturini, E.D.D., Federico Nardelli)

Tracce bonus nella riedizione streaming
1. Un'altra storia (feat. Franco126) – 3:21 (Davide Petrella, Federico Bertollini, Francesco "Katoo" Catitti, E.D.D.)
2. Let It Be (feat. The Kingdom Choir) – 3:49 (John Lennon, Paul McCartney, E.D.D.)

### Edizione streaming completa

#### Disco 2 -Materia (Pelle)
1. No Stress – 2:52 (Marco Mengoni, Davide Petrella, Stefano Tognini)
2. In città – 3:39 (Marco Mengoni, Alessandro De Blasio, Leonardo Zaccaria, Simone Benussi, Vincenzo Colella)
3. Attraverso te (feat. LRDL) – 3:11 (Marco Mengoni, Dario Mangiaracina, Simone Privitera, Veronica Lucchesi)
4. Tutti i miei ricordi – 3:24 (Marco Mengoni, Alessandro La Cava, Dario Faini, Roberto Casalino)
5. Chiedimi come sto (feat. Bresh) – 3:25 (Marco Mengoni, Andrea Emanuele Brasi, Piero Romitelli, Tony Maiello)
6. Migliore di me – 3:35 (Marco Mengoni, Raffaele Esposito)
7. Unatoka Wapi – 4:28 (Marco Mengoni, Fabio Ilacqua)
8. Neruda – 3:11 (Marco Mengoni, Edwyn Roberts, Giordano Colombo, Giovanni Pallotti, Simone Privitera, Viviana Colombo)
9. Parlami sopra – 2:55 (Marco Mengoni, Andrea Ferrara, Matteo Novi, Giovanni Cerrati, Vincenzo Colella, Tanguy Haesevoets, Vincent Van den Damme)
10. Appunto 3. 16-03-2022 – 1:38 (Marco Mengoni, Tanguy Haesevoets, Vincent van den Damme)
11. Respira – 2:43 (Marco Mengoni, Fabio Ilacqua, Tanguy Haesevoets, Vincent Van den Damme)
12. Appunto 4. 27-06-2022 – 1:14 (Marco Mengoni, Marco Spaggiari, Giovanni Pallotti, Rocco Giovannoni)
13. Ancora una volta (feat. Samuele Bersani) – 3:51 (Marco Mengoni, Fabio Ilacqua)
14. Caro amore lontanissimo – 4:27 (Sergio Endrigo, Riccardo Sinigallia)
15. Chiedimi come sto – 3:10 (Marco Mengoni, Pietro Romitelli, Tony Maiello)

#### Disco 3 -Materia (Terra)
1. Cambia un uomo – 3:55 (Daniele Magro, Marco Mengoni)
2. Una canzone triste – 3:34 (Daniele Magro, Marco Mengoni)
3. Il meno possibile (feat. Gazzelle) – 2:59 (Marco Mengoni, Simone Cremonini, Flavio Pardini, Andrea Pugliese, Davide Simonetta, Alex Andrea Vella)
4. In due minuti – 2:59 (Marco Mengoni, Raffaele Esposito)
5. Mi fiderò (feat. Madame) – 3:30 (Marco Mengoni, Francesca Calearo, Tony Maiello, Riccardo Scirè, Alex Andrea Vella)
6. Ma stasera – 3:43 (testo: Marco Mengoni, Davide Petrella – musica: Francesco Catitti, Federica Abbate, Davide Petrella)
7. Appunto 1. 23-01-2021 – 1:19
8. Proibito – 3:08 (Marco Mengoni, Michele Canova Iorfida, Davide Petrella)
9. Appunto 2. 14-05-2021 – 0:44
10. Luce – 4:04 (Marco Mengoni, Lorenzo Vizzini)
11. Un fiore contro il diluvio – 2:55 (Marco Mengoni, Daniele Magro)
12. Ma stasera (Benny Benassi Remix) – 3:43 (testo: Marco Mengoni, Davide Petrella – musica: Francesco Catitti, Federica Abbate, Davide Petrella)

## Classifiche

### Classifiche settimanali
| Classifica (2023) | Posizione massima |
| ----------------- | ----------------- |
| Italia            | 1                 |
| Svizzera          | 4                 |

### Classifiche di fine anno
| Classifica (2023) | Posizione |
| ----------------- | --------- |
| Italia            | 5         |
| Classifica (2024) | Posizione |
| Italia            | 36        |